# Euchrepomis
Euchrepomis és un gènere d'ocells de la família dels tamnofílids (Thamnophilidae).

## Taxonomia
Segons la Classificació del Congrés Ornitològic Internacional (versió 10.2, 2020) aquest gènere està format per 4 espècies:
- Euchrepomis callinota - formigueret de carpó taronja.
- Euchrepomis humeralis - formigueret d'espatlles vermelles.
- Euchrepomis sharpei - formigueret d'espatlles grogues.
- Euchrepomis spodioptila - formigueret de carpó rogenc.

Totes quatre espècies eren incloses al gènere Terenura fins a la creació del gènere Euchrepomis, arran estudis genètics recents